# .et
.et는 에티오피아의 인터넷 국가 코드 최상위 도메인이다.

## 2차 도메인
에티오피아에는 다음과 같은 여러 가지 2차 도메인이 존재한다.
- .com.et, 상업 회사용.
- .gov.et, 정부 기관용으로 예약되어 있다.
- .org.et, 비영리 조직 및 비정부 조직용.
- .edu.et, 교육 기관용으로 예약되어 있다.
- .net.et, 네트워크 관련 기업용.
- .name.et, 개인용.
- .mil.et, 에티오피아 국방군용